# Karvandarina aphylla
Karvandarina es un género monotípico de plantas con flores perteneciente a la familia de las asteráceas. Incluye una sola especie: Karvandarina aphylla Rech.f., Aellen & Esfand.. Es originaria de Irán.

## Taxonomía
Karvandarina aphylla fue descrita por Rech.f., Aellen & Esfand.  y publicado en Österreichische Akademie der Wissenschaften, Mathematisch-Naturwissenschaftliche Klasse. Anzeige xxxvii: 198. 1950.